# Убэйн
Убэйн (бирм. ဦးပိန် တံတား, убэйн-танта) — пешеходный деревянный мост в Амарапуре, округ Мандалай, Мьянма. Самый длинный и самый старый мост в мире, сделанный из тика.
Мост Убэйн соединяет город Амарапура с небольшой деревней-пригородом, пересекает озеро Таунтоме. Длина моста — около 1,2 км, он состоит из двух отрезков в 550 и 650 метров, расположенных друг к другу под углом примерно 150°. Мост стоит на 1086 брёвнах, некоторые из которых ныне заменены бетонными столбами, и с каждым годом такие замены продолжаются, поскольку дерево гниёт. На мосту имеются несколько крытых веранд с лавочками. В девяти местах предусмотрены проходы под мостом для лодок.
Мост Убэйн был построен примерно в 1850 году (по другим данным — в конце XIX века) из тикового дерева. Для строительства моста использовалось дерево, оставшееся от бывшего королевского дворца в Аве.
Мост всегда имел важное пешеходное значение для местных жителей (особенно в июле — августе, в сезон дождей, а вот зимой озеро почти полностью пересыхает). Став туристической достопримечательностью, мост приносит местным жителям дополнительный доход от продажи сувениров иностранцам.
С 1 апреля 2013 года мост охраняет смена из восьми полицейских в связи с участившимися случаями противоправных действий местных жителей по отношению к туристам.
В Книге рекордов Гиннесса в качестве самого длинного деревянного пешеходного моста указан японский мост Хорай, однако в действительности он немного короче моста Убэйн.